# 宣州 (辽朝)
宣州，中国辽朝时设置的州。
在高丽契丹战争中，辽朝夺得了一些鸭绿江以南的领土。辽圣宗开泰三年（1014年）辽朝设置宣州，治所在今朝鲜民主主义人民共和国平安北道义州附近。号称宣州定远军刺史，作为保州的支郡。辽天祚帝天庆六年（1116年），因为金太祖起兵反辽，辽朝不能控制鸭绿江以南的领土，宣州被高丽王朝占领。